# Apaturopsis
Apaturopsis es un género de lepidópteros perteneciente a la familia Nymphalidae. Es originario de África y Madagascar.

## Especies
- Apaturopsis cleochares, Painted Empress
- Apaturopsis kilusa
- Apaturopsis paulianii